# Neuilly-sur-Suize
Neuilly-sur-Suize és un municipi francès situat al departament de l'Alt Marne i a la regió del Gran Est. L'any 2007 tenia 351 habitants.

## Demografia

### Població
El 2007 la població de fet de Neuilly-sur-Suize era de 351 persones. Hi havia 135 famílies de les quals 24 eren unipersonals (4 homes vivint sols i 20 dones vivint soles), 55 parelles sense fills, 52 parelles amb fills i 4 famílies monoparentals amb fills.
La població ha evolucionat segons el següent gràfic:
Habitants censats

### Habitatges
El 2007 hi havia 151 habitatges, 142 eren l'habitatge principal de la família, 3 eren segones residències i 6 estaven desocupats. 145 eren cases i 5 eren apartaments. Dels 142 habitatges principals, 110 estaven ocupats pels seus propietaris, 29 estaven llogats i ocupats pels llogaters i 3 estaven cedits a títol gratuït; 3 tenien dues cambres, 11 en tenien tres, 34 en tenien quatre i 94 en tenien cinc o més. 120 habitatges disposaven pel capbaix d'una plaça de pàrquing. A 51 habitatges hi havia un automòbil i a 85 n'hi havia dos o més.

### Piràmide de població
La piràmide de població per edats i sexe el 2009 era:
| Homes | Edats   | Dones |
| ----- | ------- | ----- |
| 0     | 95 o +  | 0     |
| 0     | 90 a 94 | 0     |
| 0     | 85 a 89 | 0     |
| 0     | 80 a 84 | 0     |
| 4     | 75 a 79 | 0     |
| 0     | 70 a 74 | 4     |
| 16    | 65 a 69 | 4     |
| 16    | 60 a 64 | 20    |
| 20    | 55 a 59 | 24    |
| 24    | 50 a 54 | 20    |
| 20    | 45 a 49 | 32    |
| 12    | 40 a 44 | 16    |
| 16    | 35 a 39 | 12    |
| 8     | 30 a 34 | 0     |
| 12    | 25 a 29 | 0     |
| 8     | 20 a 24 | 16    |
| 32    | 15 a 19 | 4     |
| 4     | 10 a 14 | 12    |
| 8     | 5 a 9   | 4     |
| 0     | 0 a 4   | 4     |

## Economia
El 2007 la població en edat de treballar era de 221 persones, 169 eren actives i 52 eren inactives. De les 169 persones actives 161 estaven ocupades (85 homes i 76 dones) i 8 estaven aturades (4 homes i 4 dones). De les 52 persones inactives 24 estaven jubilades, 14 estaven estudiant i 14 estaven classificades com a «altres inactius».

### Ingressos
El 2009 a Neuilly-sur-Suize hi havia 139 unitats fiscals que integraven 345,5 persones, la mediana anual d'ingressos fiscals per persona era de 20.543 €.

### Activitats econòmiques
Dels 10  establiments que hi havia el 2007, 2 eren d'empreses extractives, 5 d'empreses de construcció, 2 d'empreses de serveis i 1 d'una empresa classificada com a «altres activitats de serveis».
Dels 2 establiments de servei als particulars que hi havia el 2009, 1 era un guixaire pintor i 1 fusteria.
L'any 2000 a Neuilly-sur-Suize hi havia 7 explotacions agrícoles.

## Poblacions més properes
El següent diagrama mostra les poblacions més properes.